# Греко-римская борьба на летних Олимпийских играх 1928 — до 75 кг
Соревнования по греко-римской борьбе в рамках Олимпийских игр 1928 года в среднем весе (до 75 килограммов, в официальном отчёте игр вес именуется полусредним) прошли в Антверпене 5 августа 1928 года в Power Sports Building. 
Для участия в соревнованиях заявились 20 спортсмена из 17 стран. Однако от каждой страны мог принять участие лишь один представитель, поэтому югослав Грбич, голландец Доммершуйцен и швейцарец Эрб в соревнованиях не участвовали; таким образом титул разыгрывался между 17 борцами. Самым молодым участником был Эмиль Франц (17 лет), самым возрастным участником Симон Балкена (31 год). 
Чемпион Олимпийских игр 1924 года в среднем весе Эдвард Вестерлунд мог бы рассматриваться как фаворит соревнований, но он решил выступать в категории ниже, в лёгком весе. В его отсутствие Финляндию представлял Вяйнё Коккинен, серебряный призёр чемпионата Европы 1925 года, но он не рассматривался как фаворит. Претендентами на «золото» прежде всего назывались  действующий чемпион Европы Ласло Папп и чемпион Европы 1926 года Йоханнес Якобсен. Однако Коккинен не оставил никаких шансов соперникам, во всех встречах победив чисто, в том числе в предпоследнем круге Паппа, а в финальной встрече Якобсена. При этом Якобсен ещё в предварительных встречах набрал штрафных очков, и это поражение вообще оставило его за чертой призёров. Серебряную и бронзовую награду разыграли между собой Папп и Альберт Кузнец. По её окончании, количество набранных штрафных баллов у борцов стало одинаковым, но Папп победил Кузнеца в личной встрече.  

## Призовые места
| Золото                   | Серебро            | Бронза                 |
| Вяйнё Коккинен Финляндия | Ласло Папп Венгрия | Альберт Кузнец Эстония |

## Первый круг
| BP (всего) | BP | Участник 1       | Результат | Участник 2        | BP | BP (всего) |
| ---------- | -- | ---------------- | --------- | ----------------- | -- | ---------- |
| 0          | 0  | Ивар Юханссон    | Туше      | Эмиль Франц       | 3  | 3          |
| 1          | 1  | Ласло Папп       | По очкам  | Франтишек Гала    | 3  | 3          |
| 1          | 1  | Жан Саенен       | По очкам  | Эмиль Пуальве     | 3  | 3          |
| 0          | 0  | Франчо Палкович  | Туше      | Симон Балкема     | 3  | 3          |
| 0          | 0  | Энрико Бонассин  | Туше      | Альфред Ларсен    | 3  | 3          |
| 1          | 1  | Альберт Кузнец   | По очкам  | Херманн Симон     | 3  | 3          |
| 0          | 0  | Йоханнес Якобсен | Туше      | Нуреттин Байторун | 3  | 3          |
| 1          | 1  | Отто Фрей        | По очкам  | Антонио Вальцер   | 3  | 3          |
| 0          | 0  | Вяйнё Коккинен   | Пропускал |                   |    |            |

## Второй круг
| BP (всего) | BP | Участник 1        | Результат | Участник 2      | BP | BP (всего) |
| ---------- | -- | ----------------- | --------- | --------------- | -- | ---------- |
| 0          | 0  | Вяйнё Коккинен    | Туше      | Ивар Юханссон   | 3  | 3          |
| 3          | 0  | Франтишек Гала    | Туше      | Эмиль Франц     | 3  | 6          |
| 1          | 0  | Ласло Папп        | Туше      | Эмиль Пуальве   | 3  | 6          |
| 1          | 0  | Жан Саенен        | Туше      | Симон Балкема   | 3  | 6          |
| 1          | 1  | Энрико Бонассин   | По очкам  | Франчо Палкович | 3  | 3          |
| 1          | 0  | Альберт Кузнец    | Туше      | Альфред Ларсен  | 3  | 6          |
| 4          | 1  | Нуреттин Байторун | По очкам  | Херманн Симон   | 3  | 6          |
| 0          | 0  | Йоханнес Якобсен  | Туше      | Отто Фрей       | 3  | 3          |
| 0          | 0  | Антонио Вальцер   | Пропускал |                 |    |            |

## Третий круг
| BP (всего) | BP | Участник 1        | Результат | Участник 2      | BP | BP (всего) |
| ---------- | -- | ----------------- | --------- | --------------- | -- | ---------- |
| 0          | 0  | Вяйнё Коккинен    | Туше      | Антонио Вальцер | 3  | 6          |
| 3          | 0  | Франтишек Гала    | Туше      | Ивар Юханссон   | 3  | 6          |
| 1          | 0  | Ласло Папп        | Туше      | Жан Саенен      | 3  | 4          |
| 1          | 0  | Альберт Кузнец    | Туше      | Франчо Палкович | 3  | 6          |
| 0          | 0  | Йоханнес Якобсен  | Туше      | Энрико Бонассин | 3  | 4          |
| 4          | 0  | Нуреттин Байторун | Туше      | Отто Фрей       | 3  | 6          |

## Четвёртый круг
| BP (всего) | BP | Участник 1     | Результат | Участник 2        | BP | BP (всего) |
| ---------- | -- | -------------- | --------- | ----------------- | -- | ---------- |
| 0          | 0  | Вяйнё Коккинен | Туше      | Франтишек Гала    | 3  | 6          |
| 1          | 0  | Ласло Папп     | Туше      | Энрико Бонассин   | 3  | 7          |
| 4          | 0  | Жан Саенен     | Туше      | Нуреттин Байторун | 3  | 7          |
| 2          | 1  | Альберт Кузнец | По очкам  | Йоханнес Якобсен  | 3  | 3          |

## Пятый круг
| BP (всего) | BP | Участник 1       | Результат | Участник 2 | BP | BP (всего) |
| ---------- | -- | ---------------- | --------- | ---------- | -- | ---------- |
| 0          | 0  | Вяйнё Коккинен   | Туше      | Ласло Папп | 3  | 4          |
| 2          | 0  | Альберт Кузнец   | Туше      | Жан Саенен | 3  | 7          |
| 3          | 0  | Йоханнес Якобсен | Пропускал |            |    |            |

## Шестой круг
| BP (всего) | BP | Участник 1     | Результат | Участник 2       | BP | BP (всего) |
| ---------- | -- | -------------- | --------- | ---------------- | -- | ---------- |
| 0          | 0  | Вяйнё Коккинен | Туше      | Йоханнес Якобсен | 3  | 6          |
| 5          | 1  | Ласло Папп     | По очкам  | Альберт Кузнец   | 3  | 5          |